# Grania hastula
Grania hastula är en ringmaskart som beskrevs av Coates 1990. Grania hastula ingår i släktet Grania och familjen småringmaskar. Inga underarter finns listade i Catalogue of Life.